# The Game : Les secrets d'un virtuose de la drague
Pour les articles homonymes, voir The Game.
The Game : Les secrets d'un virtuose de la drague, est un livre écrit par Neil Strauss. Le titre original est The Game: Penetrating the Secret Society of Pickup Artists. Le titre original (qu'on pourrait traduire par : « Le jeu : infiltration de la communauté secrète des artistes de la drague ») reflète mieux le sujet du livre : l'autobiographie de l'auteur, faisant connaissance avec les coach en séduction pour homme les plus connus d'Internet.

## Histoire
Neill Strauss est un journaliste du magazine Rolling Stone n'ayant aucun succès avec les femmes. Il décide de s'inscrire par Internet à une session de coaching en séduction, de Mystery. Il devient alors son assistant. La célébrité que lui procure ce poste, lui permet de rencontrer tous les gourous de cette forme de mentorat.

## Personnages
Même si l'histoire est censée être vraie, les pseudonymes et les noms des personnages secondaires les moins connus ont été changés.
On y croise des personnes célèbres comme :
- Scott Baio
- Tom Cruise
- Britney Spears
- Paris Hilton
- Heidi Fleiss (femme proxénète d'Hollywood célèbre aux États-Unis)
- Courtney Love

Et les « gourous » coach en séduction :
- Mystery
- Neil Strauss (lui-même)
- Tyler Durden
- Ross Jeffries
- Juggler, de son vrai nom Wayne Elise
- Bad Boy
- Lance Mason
- Zan Perrion
- David de Angelo

## Film
Sony a réservé les droits du livre pour l'adaptation cinématographique. Le réalisateur Chris Weitz a signé un contrat avec Columbia Pictures pour ce film,,. Spyglass Entertainment a depuis obtenu les droits pour que Dan Weiss adapte le livre en scénario.